# Article indéfini
En grammaire, un article indéfini est une sous-catégorie de déterminant indéfini, qui participe à l'actualisation du nom noyau en indiquant simplement que le représenté, le référent (la chose, l'animal, la personne dont il s'agit), existe bien, mais demeure inconnu des actants de l'énonciation : c'est l'outil type de la détermination incomplète. Il s'oppose ainsi à l'article défini, qui lui, présuppose que le référent soit connu des actants de l'énonciation.
- En français, l'article indéfini prend deux formes au singulier : « un » et « une » ; et une seule au pluriel : « des » (forme mixte ou forme épicène) :
  - Un jardin ; une maison ; des jardins ; des maisons.

## Remarques sur l'article indéfini singulier
- L'article indéfini singulier a la même forme que l'adjectif numéral cardinal (« un / une »). Si cette forme renvoie globalement un référent inconnu du locuteur, il s'agit de l'article. Si au contraire cette forme ne renvoie qu'à une quantité unitaire, il s'agit de l'adjectif numéral. C'est le contexte linguistique ou extra-linguistique qui seul permet cette déduction :
  - Une hirondelle est revenue.
    - Si l'on sous-entend « une hirondelle quelconque... », « une, pas deux, ni trois... », « une » peut être analysé comme un adjectif numéral cardinal.

- Il peut prendre une valeur générale, proche du défini singulier appliqué à l'espèce : 
  - Un chien ne trahit jamais son maître.
    - Pour signifier « Le chien ne trahit jamais son maître », ou « Les chiens ne trahissent jamais leur maître ».

- Il peut adopter une forme particulière appelée article partitif.

## Remarques sur l'article indéfini contracté
- L'article indéfini pluriel du COD est presque toujours converti en « de » par un verbe à la forme négative : 
  - Il mange des fruits / Il ne mange jamais de fruits.

- Il devient habituellement « de », lorsque entre lui et le nom noyau vient s'intercaler un autre élément (soit un qualificatif épithète, soit un autre déterminant) : 
  - Un fruit délicieux / des fruits délicieux
  - Un délicieux fruit exotique / de délicieux fruits exotiques / d'autres fruits exotiques…